# Bartolomeo Picchiatti

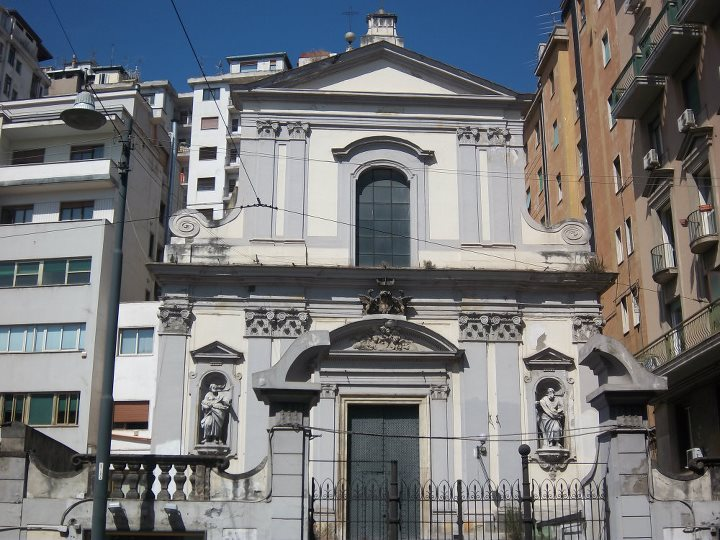
La Chiesa di San Giorgio dei Genovesi a Napoli, considerata la principale opera dell'architetto

Bartolomeo Picchiatti (Ferrara, 1571 – Napoli, 3 aprile 1643) è stato un architetto e ingegnere italiano.

## Biografia
Architetto di origini incerte, si trasferì a Napoli nel 1593, chiamato dall'architetto Domenico Fontana come suo luogotenente. Iniziò la propria carriera come luogotenente di Domenico e Giulio Cesare Fontana nel completamento delle opere incompiute da Giulio Cesare dopo la sua partenza in Spagna. Diresse i cantieri di scavo dei Regi Lagni, progettati dal Fontana agli inizi del XVII secolo, mentre dal 1634 la mastodontica opera fu diretta dall'ingegnere Tommaso Alappio (? – ?, 23 agosto 1646) con supervisione dei cantieri del Picchiatti. Nel 1614 fu incaricato dalla Congregazione dei Nobili alla progettazione ed edificazione del Palazzo Monte dei Poveri Vergognosi. Tre anni dopo nacque Francesco Antonio Picchiatti, anch'esso architetto qualificato e competente che aiuterà il padre negli ultimi anni di vita. Acquisì buona fama presso gli ambienti napoletani dell'epoca, nel 1620 realizzò la chiesa di San Giorgio dei Genovesi e nell'anno successivo progettò il portale di Palazzo di Sangro ed eseguito da Giuliano Finelli e il tempietto nel Santuario della Madonna dell'Arco.
Dal 1621 ereditò il cantiere della Chiesa di San Carlo alle Mortelle nel quale progettò anche il collegio diventando architetto di fiducia dei Barnabiti. In seguito alla morte di Giulio Cesare Fontana avvenuta nel 1627, gli subentrò nell'ufficio di Ingegnere della Regia Corte, posto riservato anche al figlio. Dal 1632, insieme a Cosimo Fanzago, progettò il Duomo di Pozzuoli al Rione Terra sulle preesistenze del Capitolium romano. Nel 1638 fu attivo presso la fabbrica della Chiesa dei Santi Apostoli dove progettò l'elegante campanile bicromo e nel cantiere della Chiesa di Santa Maria della Stella . Nel 1641 progettò la Basilica di Sant'Agostino alla Zecca in collaborazione con il figlio e di incerta data fu il restauro della Chiesa di Santa Maria Donnalbina.
Il Picchiatti morì nel 1643 e alla sua morte la direzione dell'opera fu assegnata a Onofrio Antonio Gisolfi che gli subentrò, fino al 1656, nella carica di Ingegnere regio. Parte fondamentale della storia della città partenopea, Bartolomeo Picchiatti a partire dagli inizi del Novecento dà il nome ad una piccola ma importante via della città, situata in zona Soccavo.